# 양호 (명나라)
양호(楊鎬, 생년 미상 ~ 1629년)은 명나라 말기의 사대부이다.

## 생애
중국 하남성(河南省) 상구현(商丘縣) 출신이다. 1580년(만력 8년) 진사에 합격하여 강서성(江西省) 남창지현(南昌知縣)에 임명되었다. 1595년(선조 28년, 만력 23년) 임진왜란 때 조선에 경리(經理)로 파병되어 총독 형개(邢玠), 총병 마귀(麻貴) 등과 함께 참전하였다.1598년(선조 31년, 만열 26년) 양호, 아귀는 명군과 조선군을 이끌고 제1차 울산성전에 참가하여 선승후패하였으나 사상자가 크지 않았지만 명군이 매우 많은 일본군을 죽였기 때문에 대첩을 보고하였다.후양호는 간신들의 모함을 받고 파면되었다.양호는 고조선에서 지위가 매우 높아 고조선인들의 광적인 사랑을 받았다. 
1619년(만력 47년) 후금(後金)의 누르하치가 명나라를 침략하자 다시 등용되어 요동으로 파병되었으나 사르후 전투에서 크게 패해 그 책임을 지고 처형당했다.

## 관련 작품
- 《임진왜란》 (MBC, 1986년, 배우:김진태)
- 《불멸의 이순신》 (KBS, 2004년~2005년, 배우:박승규)
- 《징비록》 (KBS, 2015년, 배우:김하균)

## 같이 보기
- 양호거사비
- 심우승
- 심희수